# Sint-Martinuskerk (Hillegom, 1871-1926)
De Sint-Martinuskerk was een rooms-katholieke kerk aan de Hoofdstraat in Hillegom.
Deze kerk bestond als zodanig tussen 1871 en 1926. Bij een grote vernieuwing en uitbreiding is het grootste deel van dit kerkgebouw geïntegreerd in de huidige Sint-Jozef en Sint-Martinuskerk.

## Aanleiding en bouw
Vanaf de reformatie maakte de Hillegomse katholieken gebruik van schuilkerken, de laatste stond aan de Bakummerlaan. Nadat in 1853 in Nederland de bisschoppelijke hiërarchie was hersteld, werden overal in het land weer nieuwe rooms-katholieke kerken gebouwd. In Hillegom duurde duurde het nog wel lange tijd voor een nieuw kerkgebouw verrees, maar in de jaren 1860 bleek het oude kerkgebouw echt te klein en bouwvallig en werd de bouw van een nieuwe kerk gepland.
In 1870 werd de fundering aangelegd voor een bedrag van fl.7000,-. Voor het ontwerp van de kerk werd de bekende architect Herman Jan van den Brink aangesteld. Op 15 juli 1871 werd de bouw van de kerk en toren aanbesteed. Aannemer B. Zuidhof uit Haarlem won de aanbesteding en zou de kerk bouwen voor een bedrag van fl.39.874,-.

## Architectuur
Van den Brink ontwierp een driebeukige basiliek in neogotische stijl, met een half ingebouwde toren aan de rechterzijde van de voorgevel. De hoofdingang van de kerk bevond zich in onder in de toren.
Het schip had zeven traveeën. Iedere travee was voorzien van een raam met spitsboogvenster in de lagere zijbeuk en twee kleinere ramen met spitsboogvensters in de hoge lichtbeuk. Het driebeukige priesterkoor had een rechthoekige vorm en sloot direct aan op het schip. Het koor was smaller en lager dan het schip en had geen ramen in de zijmuren, alleen een deur. Een groot en hoog spitsboogvenster met gebrandschilderd glas besloeg het grootste deel van de achterwand van het priesterkoor en zorgde voor licht in het koor boven het hoogaltaar. Eenzelfde groot spitsboograam was achter in het schip van de kerk aangebracht en verlichte daar de koorzolder waar het kerkorgel stond.
De Martinuskerk vertoonde uiterlijk veel overeenkomsten met de in 1870 gebouwde Sint-Pancratiuskerk in Sassenheim, die eveneens door Van den Brink ontworpen was.

## Interieur
De zijbeuken waren van het middenschip afgescheiden met door pijlers gedragen hoge spitsbogen. Iedere pijler was onder de spitsboog rondom versierd met vier halfronde zuilen die werden bekroond met een kapiteel. Het schip werd afgedekt met een houten tongewelf dat was gepolychromeerd. Enkele spanten werden gesierd door uit hout gesneden Engelfiguren.
De koorzolder achter in de kerk was voorzien van een houten balustrade, die werd gesierd met een Latijnse tekst uit Psalm 150: Laudate Dominum in tympano et choro. Laudate Eum chordis et organo, wat bekent: Loof de Heer met dans en tamboerijn. Loof Hem met snaren en fluit. Linksachter in de kerk stond een beeld van de heilige Antonius van Padua, met een offerblok waar de gelovigen geld konden doneren voor de armen.
Bij gelegenheid van het 25-jarig priesterschap van pastoor J.C. van Grossel in 1882 werd de kerk verder versierd. De parochianen schonken voor het jubileum aan de kerk het uit mergel opgetrokken en met witmarmer beklede hoofdaltaar, dat in neogotische stijl was gebouwd door de firma J.A. van Oort uit Roermond. Een aantal rijke parochianen lieten Van Oort ook de rijkelijk met beeldhouwwerk en houtsnijwerk versierde preekstoel maken, waarop afbeeldingen van de heilige Martinus van Tours waren aangebracht.
In 1897 was het 40-jarig priesterjubileum van de pastoor en bij deze gelegenheid schonk hij zelf de sierlijke communiebank, die werd gemaakt door de firma J.P. Maas uit Haarlem. De koorbank was gemaakt uit verschillende soorten marmer en graniet en rijkelijk versierd met reliëfs waarop de bruiloft te Kana en de vermenigvuldiging van de broden waren afgebeeld.

## Orgel
Bij het vijfentwintigste jubileum van Van Grossel als pastoor van de Martinusparochie in 1901 schonken de parochianen de kerk een groot orgel, dat op de koorzolder achter in de kerk werd geplaatst. Het orgel werd in neogotische stijl gebouwd door de firma Maarschalkerweerd uit Utrecht. Het orgel had destijds 28 registers. Op het orgel was de herinneringsinscriptie "Jubilanti Pastori grati parochiani R°. D°. J.C. van Grossel 1876-1901" aangebracht. Het orgel werd in juni 1901 in gebruik genomen met een concert van de bekende componist Philip Loots.

## Klokken
In de toren hing de grote luidklok genaamd "Maria Josephus". Deze klok was in 1872 gegoten door klokkengieterij Petit & Fritsen. De klok was 1,2 meter hoog, had een doorsnede van 1,05 meter en woog 825 kilo. Op de klok waren beeltenissen van Jezus, Maria en Jozef aangebracht, alsmede de wijdingsinscriptie.

## Vernieuwing
In de decennia na de bouw breidde de bevolking van Hillegom onder invloed van de opkomende bloembollencultuur zich steeds verder uit. In 1915 was daarom al een tweede parochie gesticht, waarvoor een nieuwe kerk werd gebouwd; de Sint-Jozefkerk. Desondanks bleek ook de Martinuskerk nog te klein. Er werden plannen gemaakt voor een nieuw en groter kerkgebouw, maar wegens geldgebrek werd dit gewijzigd in een grote verbouwing en vergroting van de bestaande kerk.
Tussen 1924 en 1926 werd de nieuwe kerk gebouwd, naar ontwerp van H.P.J. de Vries uit Rotterdam. De toren werd zonder veel aanpassingen opgenomen in het vernieuwde gebouw. De kerk kreeg een nieuwe façade, de muren van het schip en de zijbeuken werden hergebruikt, het dak werd verhoogd, er werd een transept en nieuw priesterkoor aan het bestaande schip gebouwd. Op 6 oktober 1926 werd de vernieuwde kerk ingewijd door bisschop Callier. Het orgel uit 1901 (in gewijzigde vorm), het hoofdaltaar uit 1882, en houten reliëfs van de afgebroken preekstoel zijn anno 2021 nog in de kerk aanwezig.

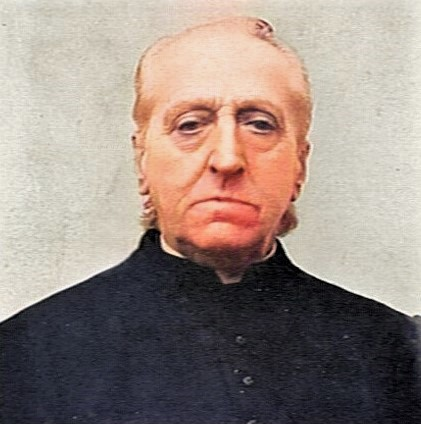
Pastoor J.C. van Grossel in 1907

## Pastoors
Pastoor Bernardus Kerstens was vanaf 1848 verbonden aan de Martinusparochie. Tijdens zijn pastoraat werd de nieuwe Martinuskerk gebouwd.
In februari 1876 werd pastoor J.C. van Grossel uit Amsterdam aangesteld. Hij diende de parochie 43 jaar lang, tot zijn dood in december 1919. Joannes van Grossel was populair bij de parochianen en had grote invloed op het katholieke leven in Hillegom. Hij stichtte onder andere katholieke scholen en een bejaardenhuis. Tijdens zijn pastoraat was Hillegom zo sterk gegroeid dat de parochie tegen zijn zin in opgedeeld moest worden en in 1915 werd in zuidelijk Hillegom de Sint-Jozefparochie gesticht. In zijn laatste jaren als pastoor vierde Van Grossel nog zijn 60-jarig priesterschap in Hillegom, maar werden zijn pastorale taken door zijn zwakke gezondheid al grotendeels waargenomen door zijn kapelaans.
In 1920 werd J.J.A.M. Krook als nieuwe pastoor aangesteld. Onder pastoor Krook werd de Martinuskerk in 1924-1926 geheel vernieuwd en vergroot. Hij bleef nog tot 1935 bij de Martinusparochie.

## Afbeeldingen

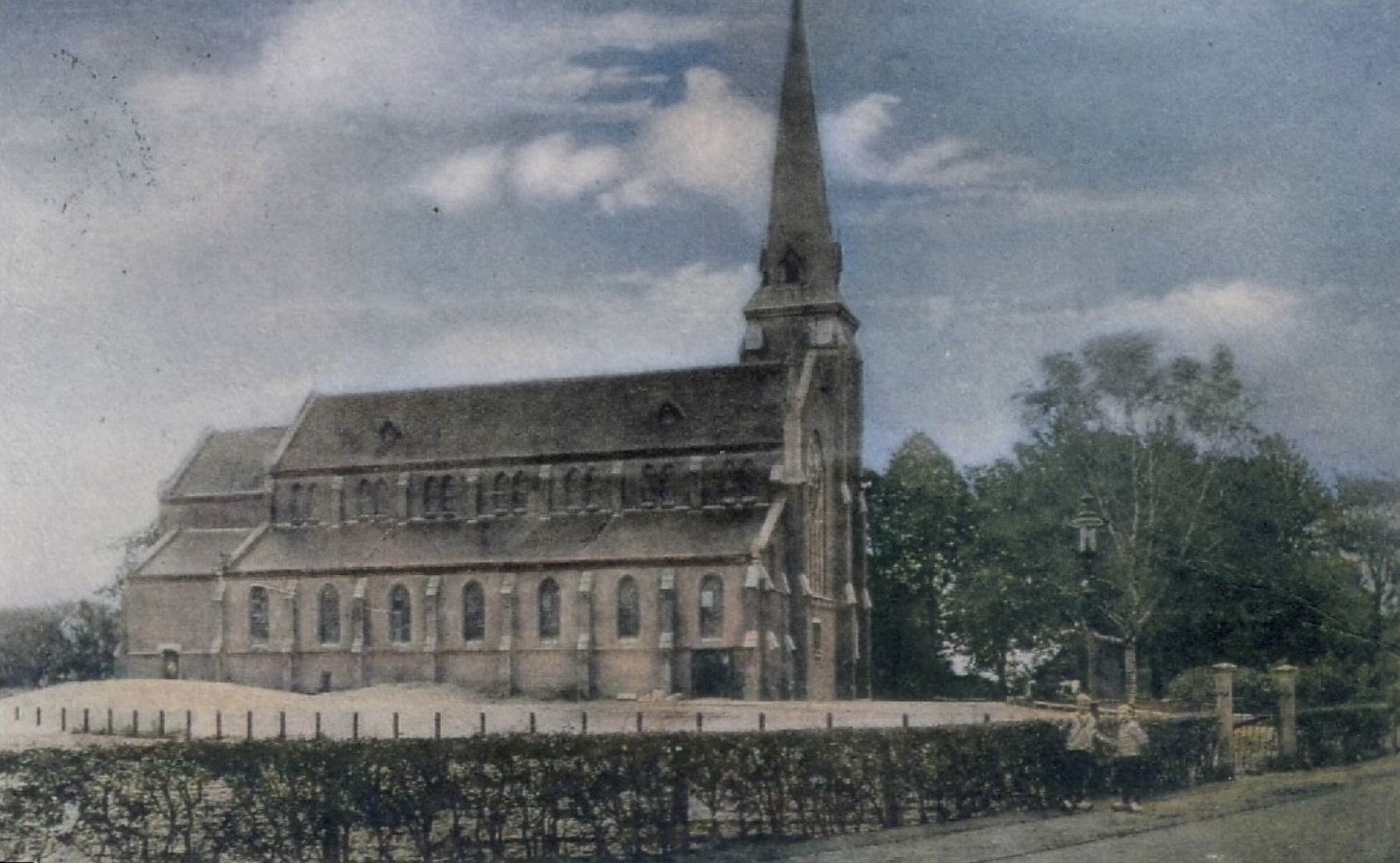
Zijaanzicht rond 1900
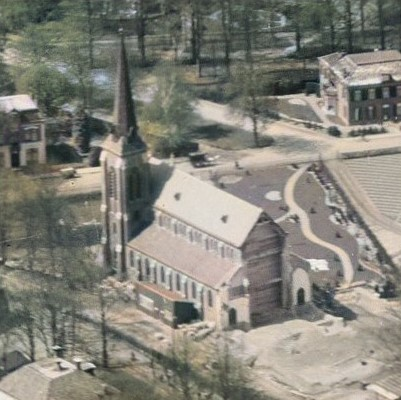
De kerk tijdens de vergroting in 1924. Het priesterkoor en achterwand zijn afgebroken om plaats te maken voor de extra travee, het transept en het nieuwe koor.
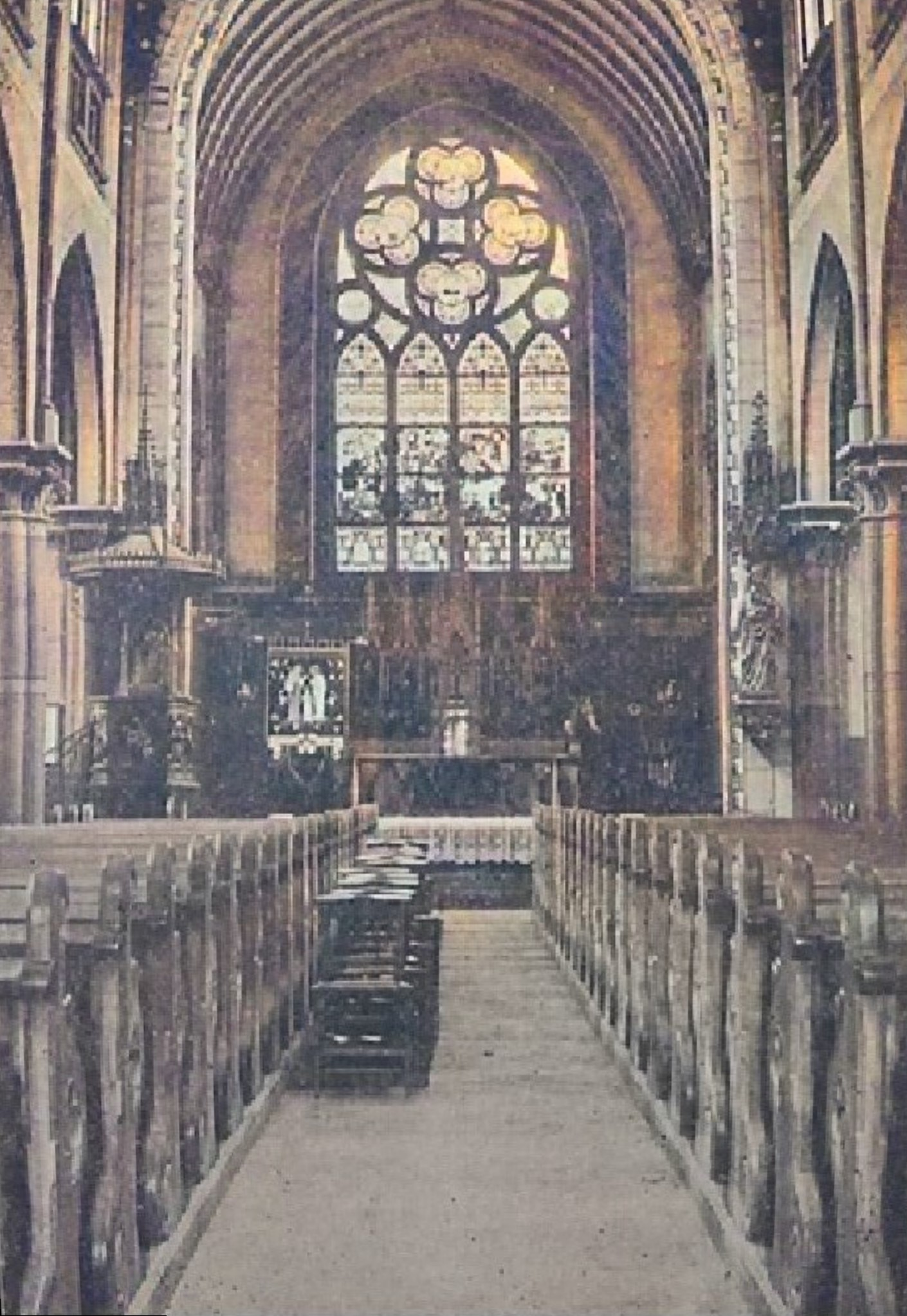
Interieur gezien naar het koor
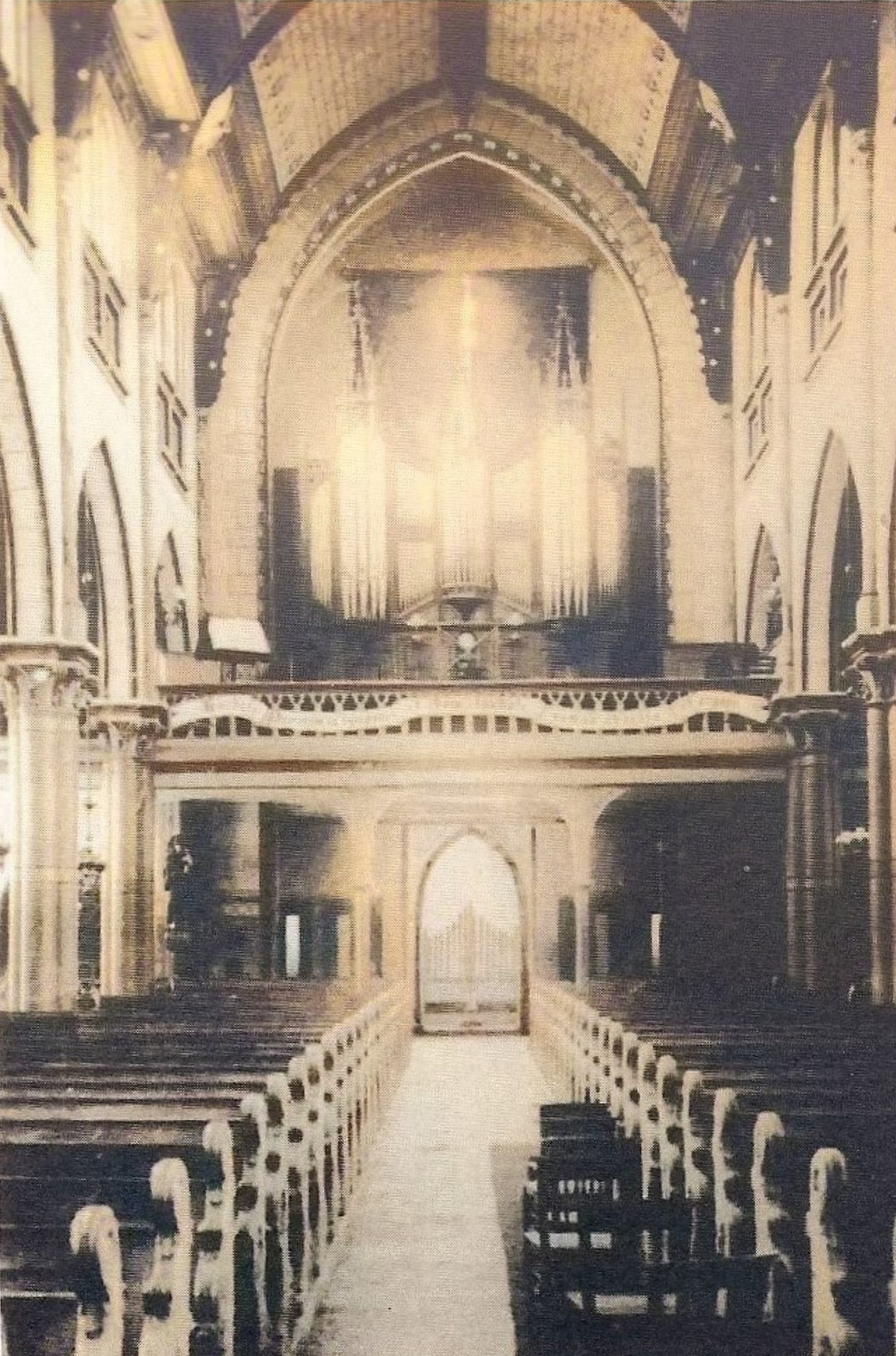
Interieur gezien naar de hoofding, met het orgel